# ハスタティ
ハスタティまたはハスタティウスとは、マリウスの軍制改革以前のローマ軍の軍制における兵士の主要区分の一つ。日本語では第一戦列兵と訳されることが多い。主に若年の者で構成され、剣グラディウスと投槍ピルム、大型の盾スクトゥムで武装していた。鎧に関しては装備は自弁であったため、裕福な者だけが装備していたと思われる。
共和制初期の戦場では、プリンキペス、トリアリイと共に長槍を持ち、ギリシア風の重装歩兵戦術で戦った。しかし山地の多いイタリア中部の戦場ではサムニウム人等に苦戦することも度々あったため、共和制中期までには接近白兵戦主体の戦術に変化していった。共和制中期以降の戦場では軽装歩兵の攻撃の後、最初に敵の戦列と交戦する役目を負った。戦術が変化して以降はギリシア歩兵のように長槍を持つことはなかった。